# Thalie Frugès
Pour les articles homonymes, voir Frugès.
Thalie Frugès, née le 26 novembre 1946 à Bad Kreuznach, est une actrice et danseuse française.

## Biographie
Thalie Frugès a tourné avec de nombreux réalisateurs tels que Claude Chabrol, Philippe de Broca, Yves Ciampi, Alain Jessua, Jacques Poitrenaud.
Elle a également été danseuse à l'opéra de Bordeaux et mannequin chez Catherine Harlé. Elle a ensuite travaillé comme agent de Sylvie Guilhem chez IMG Models et été directrice artistique du Stade de France.
Épouse du compositeur René Koering, elle est la mère de l'actrice et réalisatrice française Ophélie Koering.

## Filmographie

### Cinéma
- 1968 : Clown de Richard Balducci - (court-métrage)
- 1968 : Ce sacré grand-père de Jacques Poitrenaud - Agathe
- 1968 : À quelques jours près d'Yves Ciampi - Françoise
- 1970 : Un couple d'artistes de Bruno Gantillon - Mrs. Faroy - (court-métrage)
- 1972 : Le Trèfle à cinq feuilles d'Edmond Freess - Chloë
- 1972 : La Nuit bulgare de Michel Mitrani - Odile
- 1973 : Le Magnifique de Philippe de Broca -  l'hôtesse de Carron
- 1982 : Paradis pour tous d'Alain Jessua - Joëlle, l'assistante

### Télévision
- 1967 : La Bouquetière des innocents, téléfilm de Lazare Iglesis - Marie Concini
- 1970 : Perrault 70, téléfilm de Jacques Samyn - Jenny
- 1974 : Nouvelles de Henry James - téléfilm : Le banc de la désolation de Claude Chabrol (TV Series) - Nan
- 1974 : Premier anniversaire, téléfilm d'Alain Quercy - Eva

## Théâtre
- 1971 : Vos gueules, les mouettes ! de Robert Dhéry[1]